# Джикаев, Шамиль Фёдорович
Шамиль Фёдорович Джикаев (осет. Джыгкайты Федыры фырт Шамил; 25 февраля 1940, Дзомаг, ЮОАО, СССР — 26 мая 2011, возле п. Редант, Северная Осетия — Алания, Россия) — советский и российский осетинский учёный-филолог, поэт и общественный деятель. Народный поэт Республики Северная Осетия — Алания, профессор. Лауреат Государственной премии РСО-Алания имени Коста Хетагурова.
Автор шести поэтических сборников  и трёх пьес («Отверженный ангел», «Цомак», «Санаты Сем»).

## Биография
Шамиль Джикаев родился 25 февраля 1940 года в селении Дзомаг, которое располагалось в Южной Осетии. В 1958 году он окончил среднюю школу в селе Камбилеевское, куда его семья переехала за шесть лет до этого. В 1964 году Джикаев стал выпускником филологического факультета Северо‑Осетинского государственного педагогического института. После этого он работал на радио и телевидении, а также учился в аспирантуре, защитив кандидатскую диссертацию в 1970 году.
С 1970 года Джикаев работал в Северо-Осетинском государственном университете. После создания факультета осетинской филологии и журналистики в 1990 году он был назначен заведующим кафедрой осетинской литературы, а с 1996 года — заведующим кафедрой осетинского литературного творчества. В 2001 году Джикаев возглавил факультет осетинской филологии и журналистики, а после его разделения в 2002 году занял должность декана факультета осетинской филологии.
В 2009 году Шамиль Джикаев оказался в центре громкого скандала, после того как было опубликовано его стихотворение «Отправляются волчата совершать хадж». Многие читатели восприняли стихотворение как реакцию поэта на инцидент, произошедший на мемориальном кладбище Беслана в 2007 году. Тогда на кладбище местными жителями были избиты паломники из Чечни и Ингушетии. По словам местных жителей , паломники собирались осквернить кладбище испражнениями, в то время как сами паломники утверждают, что местные молодые люди с бейсбольными битами, камнями и молотками напали на паломников, когда те готовились к вечерней молитве. Духовное управление мусульман Северной Осетии сочло стихотворение оскорбительным и разжигающим религиозную вражду и обратилось в прокуратуру. Джикаев на допросе подчеркнул, что ничего подстрекательского и религиозного в его стихотворении нет, а посвящено оно волчьим повадкам. Вскоре в адрес Джикаева, по свидетельству его дочери, стали поступать многочисленные угрозы.
26 мая 2011 года тело 71-летнего учёного и общественного деятеля Шамиля Джикаева с многочисленными ножевыми ранениями было обнаружено на окраине Владикавказа, а уже 31 мая подозреваемый в убийстве поэта Давид Мурашев был ликвидирован во Владикавказе в ходе спецоперации. Силовики планировали взять бандита живым, но тот оказал ожесточённое сопротивление, ранив троих сотрудников СОБРа.

С учётом того, что операция проходила в жилом массиве и пострадали сотрудники МВД, было принято решение об уничтожении. Заброшенное здание, в котором засел преступник, забросали гранатами.
— Пресс-служба МВД по РСО-Алания
Убийство поэта вызвало широкий общественный резонанс. Отец преступника заявил, что отказывается от сына.

### Литературная и общественная деятельность
Шамиль Джикаев начал писать стихи, будучи учеником 9 класса. Первые стихотворения Джикаева вышли в 1962 году в сборнике молодых поэтов. В 1964 году была издана его первая книга «Совесть». Он много и успешно работал в области художественного перевода. Джикаев перевёл на осетинский язык драмы «Король Лир» Шекспира, «Царь Эдип» Софокла, «Сирано де Бержерак» Эдмона Ростана, стихи Роберта Бёрнса, Фридриха Шиллера, Михаила Лермонтова.
Шамиль Фёдорович — автор многих монографий и сборников научно-критических статей, в которых разработаны актуальные проблемы фольклора, истории и поэтики осетинской литературы.

## Память
В конце 2011 года президент Южной Осетии Эдуард Кокойты подписал указы об учреждении государственной премии имени Шамиля Джикаева. Кроме того, на факультете осетинской филологии СОГУ был открыт портрет Джикаева, именем поэта была названа аудитория, а его именной премией в будущем планировалось награждать лучших преподавателей факультета.
В июне 2012 года на Аллее Славы Владикавказа состоялось открытие памятника Ш. Ф. Джикаеву. Его именем названа одна из улиц этого города, а также улица в селе Камбилеевское Пригородного района Северной Осетии, где в декабре 2017 года была торжественно открыта мемориальная доска, посвящённая памяти убитого поэта. В селе Михайловском именем Шамиля Джикаева назван Дом культуры.